# Litevská fotbalová soutěž 1925
Čtvrtý ročník Lietuvos futbolo varžybos (Litevská fotbalová soutěž) se hrál za účastí již nově třinácti kluby.
Třináct klubů bylo rozděleno do tří skupin a vítězové své skupiny se utkaly o titul. Vítěz jedné skupiny Freya Klaipeda se nedostavil na finále a tak se o titul utkaly Kovas Kaunas s LFLS Šiauliai. Titul získal po vítězství 2:0 Kovas Kaunas, který  získal tak svůj druhý titul v řadě.